# Qiangba Puncog
Qiangba Puncog (tyb. བྱམས་པ་ཕུན་ཚོགས་, Wylie byams pa phun tshogs, ZWPY Qangba Püncog; chiń. 向巴平措, Xiàngbā Píngcuò; ur. 1947 w Qamdo) – chiński polityk pochodzenia tybetańskiego, gubernator Tybetańskiego Regionu Autonomicznego od 2003 do 2010 roku.
Pochodzi z Qamdo, jest absolwentem Uniwersytetu Czungcińskiego. Od 1974 roku członek Komunistycznej Partii Chin. W latach 1995–1997 sekretarz KPCh w prefekturze Shannan, następnie 1997-2003 Komitetu Miejskiego w Lhasie.
W latach 2003–2010 był gubernatorem Tybetańskiego Regionu Autonomicznego. Jako gubernator stanowczo potępił zamieszki w Tybecie w 2008 roku, określając je jako gwałtowny incydent o charakterze kryminalnym, w tym walki, rozboje, grabieże i podpalenia, co odnotowały media. Od 2010 roku jest przewodniczącym Zgromadzenia Przedstawicieli Ludowych TRA.
W latach 2002–2012 był członkiem Komitetu Centralnego KPCh. Od 2013 roku jest wiceprzewodniczącym Stałego Komitetu Ogólnochińskiego Zgromadzenia Przedstawicieli Ludowych.